# Халупский, Игорь Яковлевич
Игорь Яковлевич Халупский (2 сентября 1934 года, Одесса — 30 ноября 1993 года, Ростов-на-Дону) — поэт, член Союза писателей СССР (1975) как поэт. С 1991 года состоял в Союзе российских писателей.

## Биография
Игорь Яковлевич родился 2 сентября 1934 года в городе Одессе. Детство и юность поэта прошли в Одессе. Окончив Одесский техникум культпросветработников в 1953 году, уехал в один из районов Николаевской области, где работал художественным руководителем Дома культуры.
С 1954 года Игорь Халупский — рядовой Советской Армии. После демобилизации работает в Ростове в строительной организации, вёл литературное объединение при Доме профтехобразования.
В 1991 году Игорь Яковлевич был одним из инициаторов создания Ростовской региональной организации Союза российских писателей.
Умер И. Я. Халупский 30 ноября 1993 года. Похоронен на Северном кладбище Ростова-на-Дону.

## Творчество
Первое стихотворение Игоря Халупского, тогда ещё солдата Советской Армии, опубликовала «Комсомольская правда». В поэтическом сборнике Воениздата «Доблесть, слава, любовь», вышедшем в 1962 году, Игорь Халупский представлен циклом армейских стихов.
Затем стихи молодого поэта публиковались на страницах журналов «Москва», «Смена», «Звезда», «Нева», «Юность», «Наш современник», «Сельская молодежь», «Советский воин», «Сибирские огни», «Дон», в газетах «Комсомольская правда», «Литературная газета», «Литературная Россия», «Литература и жизнь» и других.
В 1963 году вышел первый сборник стихов Игоря Халупского «Прилив». В 1966 году издана вторая книга — «Постоянство», в 1967 году в библиотечке «Поэзия Дона» вышел третий сборник поэта. В 1968 году появилась четвёртая книга стихов Игоря Халупского «Полдень». В книгах проявилось лицо лирического героя поэзии Халупского. В последующих сборниках: «Живу впервые» (1973), «Куст огня» (1978), «Живое время» (1982), «Основа» (1983), поэт стремится к философским обобщениям, к осмыслению сложного мира человека. Труд и природа — вот источники, питающие высокие надежды лирического героя.

## Произведения И. Я. Халупского
Отдельные издания
Стихи
- Прилив. — Ростов: Кн. изд-во, 1963. — 63 с.
- Постоянство. — Ростов: Кн. изд-во, 1966. — 87 с., ил.
- Стихи. — Ростов: Кн. изд-во, 1967. — 27 с., портр. — (Поэзия Дона).
- Полдень. — Ростов: Кн. изд-во, 1968. — 127 с.
- Живу впервые. — Ростов: Кн. изд-во, 1973. — 71 с.
- Куст огня. — Ростов: Кн. изд-во, 1978. — 111 с., портр.
- Живое время. — М.: Современник, 1982. — 64 с. — (Новинки «Современника»).
- Основа: Стихи разных лет. — Ростов: Кн. изд-во, 1983. — 142 с.

Переводы
- Беретарь Х. Века соединяют берега: Стихии поэма («Недостроенный дом», с адыг.; худож. Р. В. Левицкий. — Краснодар: Кн. изд-во, 1978. — 143 с.